# ヘレスポントスの戦い
ヘレスポントスの戦いは小アジア北西部のヘレスポントス近郊にて起ったディアドコイ戦争の会戦である。エウメネスとクラテロス・ネオプトレモス連合軍が戦い、エウメネスは両者を敗死させた。

## 背景
紀元前323年のアレクサンドロス3世の死後、家臣の一人ペルディッカスが帝国摂政の座に就き、権力を握った。彼に対し、アンティパトロス、クラテロスをはじめとするマケドニアの家臣は警戒心をつのらせ、ついには反ペルディッカス同盟を結び、対立姿勢を示した。それに対し、ペルディッカスはまずその中のプトレマイオスを滅ぼさんとエジプトに向かった。一方、反ペルディッカス派の矛先はペルディッカス派と目されていたエウメネスにも向けられ、クラテロスはペルディッカスを裏切ってエウメネスと戦ったものの敗れて落ち延びてきたネオプトレモスを加え、エウメネスに挑んだ。ネオプトレモスは以前より文官出身のエウメネスを馬鹿にしており、彼がペルディッカスのもとから離れたのも、エウメネスの指揮下に入ることを拒んだためであった。

## 会戦
クラテロスはマケドニアの将軍たちの中で卓越した名望を持ち、敵がクラテロスであると判明すると自軍の兵士が裏切るのではとエウメネスが警戒するほどであった。そこでエウメネスは将兵に対してはクラテロスが敵であることは伏せて敵はネオプトレモスのみだと言い、クラテロスが陣取る右翼に対峙する自軍の左翼にはファルナバゾスとフォイニクスの率いるクラテロスの顔を知らない外国人の騎兵3000を配し、その指揮官にはクラテロスが何かを言う暇を与えず突撃せよと命じた。そして、自身は騎兵2000を率いて自軍の右翼に陣取った。宿敵たるネオプトレモスが率いる左翼がこれに対峙した。
戦いはエウメネスの予想通りに進んだ。まず、エウメネス率いる騎兵が突撃し、続いてエウメネス軍左翼もそれに続いた。それに応じてクラテロスも敵に攻撃を仕掛け、戦いが始まった。エウメネスは壮絶な一騎討ちの末、ネオプトレモスを討ち取った。ネオプトレモスが戦死するや彼の指揮下の騎兵は中央の歩兵の許に逃げ込んだ。一方、クラテロスは奮戦したものの、落馬して他の馬に踏みしだかれて誰にも気付かれずに死んだ。エウメネスの降伏勧告に従ってクラテロス・ネオプトレモス連合軍の中央の歩兵部隊は降伏し、エウメネスは勝利した。しかし、捕虜となった歩兵たちは食料調達に行くといってエウメネスを騙して脱走した。

## その後
エウメネスは敵を打ち破ったが、ペルディッカスはこの戦いの二日前に既に麾下の将軍達ペイトン、アンティゲネス、セレウコスらの裏切りによって殺されていた。こうして後ろ盾を失ったエウメネスは孤立し、さらにクラテロス殺害によりマケドニア人の対エウメネス感情は悪化した。そして、誰も弁護する者もなく彼は同年のトリパラディソスの軍会で他のペルディッカス派の諸将と共に死を宣告された。その後、エウメネスはトリパラディソスで彼の討伐の任を命じられたかつての友アンティゴノスと矛を交えることになる。

## 註
1. ↑  ディオドロス, XVIII. 29
2. ↑  プルタルコス, 「エウメネス」, 1, 5
3. ↑  ibid, 6, 7
4. ↑  ディオドロス, XVIII. 30-32
5. ↑  プルタルコス, 「エウメネス」, 7
6. ↑  ディオドロス, XVIII. 32
7. ↑  ibid, XVIII. 36
8. ↑  プルタルコス, 「エウメネス」, 8
9. ↑  ディオドロス, XVIII. 39